# 万世郵便局 (山形県)
万世郵便局（ばんせいゆうびんきょく）は山形県米沢市にある郵便局。民営化前の分類では集配特定郵便局であった（現在は集配機能を廃止）。

## 概要
住所：〒992-1123 山形県米沢市万世町桑山4300

## 沿革
- 1884年（明治17年）7月1日 - 刈安郵便局として開設[1]。
- 1891年（明治24年）12月1日 - 南置賜郡万世村大字梓山に移転すると共に、梓山郵便局に改称[2]。
- 1899年（明治32年）1月1日 - 貯金取扱を開始[3]。
- 1933年（昭和8年）4月1日 - 万世郵便局に改称[4]。
- 1939年（昭和14年）10月23日 - 電話交換業務を開始[5]。
- 2007年（平成19年）10月1日 - 民営化に伴い、併設された郵便事業米沢支店万世集配センターに一部業務を移管。
- 2012年（平成24年）10月1日 - 日本郵便株式会社の発足に伴い、郵便事業米沢支店万世集配センターを万世郵便局に統合。
- 2025年（令和7年）3月3日 - 米沢郵便局に集配業務を移管。

## 取扱内容
- 郵便、印紙、ゆうパック、内容証明[6]
- 貯金、為替、振替、振込、国際送金、国債[6]
- 生命保険、バイク自賠責保険[6]
- ゆうちょ銀行ATM[6]

## 周辺
- 八幡原工業団地
- 米沢警察署万世駐在所
- 国道13号

## その他
- 駐車場あり：4台